# 박종오 (공학자)
박종오(朴鍾午, 1955년 9월 13일~)는 대한민국의 로봇공학자이다.
한국과학기술원(KAIST) 석사 수료 후 독일 슈투트가르트대에서 로봇공학박사를 취득하고 프라운호퍼연구소에서 로봇 응용 분야를 연구했다. 귀국 후 한국과학기술연구원(KIST)에서 장기 대형 국책사업인 21세기프론티어사업단의 단장으로서 우리나라 마이크로로봇 분야를 개척했다.
전남대 교수를 거쳐 현재는 독립연구재단인 '한국마이크로의료로봇연구원'을 설립, 이끌고 있다.
캡슐 내시경, 대장내시경, 혈관치료 마이크로로봇, 줄기세포 마이크로로봇 등의 세계 최초 개발과 산업화 사례를 일구어 냈다.

## 약력

### 학력
- 1982.03.~1987.02.  슈투트가르트대학교 대학원 로봇공학 박사
- 1979.03.~1981.02.  한국과학기술원 대학원 기계공학 석사
- 1974.03.~1978.02.  연세대학교 기계공학 학사

### 경력
- 2019.01.~  한국마이크로의료로봇연구원 원장
- 2021.03.~2022.02.  전남대학교 석좌교수
- 2017.10.~2018.11.  4차산업혁명위원회 위원
- 2014.01.~  ICROS 바이오로봇 연구회 회장
- 2014.01.~2017.12.  ICROS 부회장
- 2008.03.~2021.02.  전남대학교 로봇연구소(RRI) 소장
- 2006.10.~  국제로봇연맹(IFR) 집행이사
- 2005.12.~2006.11.  국제로봇연맹(IFR) 회장
- 2005.03.~2021.02.  전남대학교 기계공학부 교수
- 1999.12.~2004.10.  21세기 프론티어연구개발사업단장
- 1987.04.~2005.01.  한국과학기술원 연구원
- 1982.02.~1987.03.  독일 프라운호퍼 생산기술및자동화연구소 연구원

### 수상
- 2015.  FRAUNHOFER MEDAL 수상
- 2013.  대한민국 과학기술훈장 혁신장
- 1997.  국제로봇연맹(IFR) 골든로봇 수상  외 다수

## 성과

### 학술성과
- 2022.  간종양 색전입자 정밀전달 마이크로로봇 개발
- 2021.  질환 맞춤형 마이크로로봇 형상 최적화 기술 개발(세계최초)
- 2020.  줄기세포마이크로로봇 무릎연골재생 성공(세계최초)
- 2019.  고형암 치료 나노의료로봇 모델 제시(세계최초)
- 2019.  제3세대 캡슐내시경 개발(세계최초)
- 2017.  줄기세포기반 의료용마이크로로봇 생체외실험(세계최초)
- 2016.  면역세포기반 의료용마이크로로봇 생체외실험(세계최초)
- 2013.  의료용 박테리아 나노로봇 생체동물실험(세계최초)
- 2010.  혈관용 마이크로로봇 생체동물실험(세계최초)
- 2003.  소화기관용 캡슐형내시경 개발(세계두번째)
- 2001.  대장내시경 로봇 개발(세계최초)

### 기술이전
- 2024. 카테터 마이크로로봇 제어기술(㈜코르테크)
- 2019.  이동형 설치 프레임과 케이블 로봇(현대EDS)
- 2017.  줄기세포 정밀유도 마이크로로봇(Biot Inc.)
- 2015.  능동캡슐내시경(우영메디칼)
- 2005.  캡슐내시경(Intromedic)
- 1997.  지능형 차체가공로봇(대우자동차, 현대자동차)
- 1996.  지능형 차체용접로봇(대우자동차)
- 1994.  수전금구 자동연마로봇(유진 Waterworks)
- 1991.  이형부품 자동삽입로봇(삼성전자)

### 대표논문
- “Multifunctional microrobot with real-time visualization and magnetic resonance imaging for chemoembolization therapy of liver cancer”, Science Advances, 2022.11.
- “Multifunctional Biodegradable Microrobot with Programmable Morphology for Biomedical Applications”, ASC Nano, 2021.01.
- “Human Adipose-derived Mesenchymal Stem Cell-based Medical Microrobot System for Knee Cartilage Regeneration In Vivo”, Science Robotics, 2020.01. (IF 19.4)
- “Multifunctional Nanorobot System for Active Therapeutic Delivery and Synergistic Chemo-photothermal Therapy”, Nano Letters, 2019.11
- “A Magnetically Actuated Microscaffold Containing Mesenchymal Stem Cells for Articular Cartilage Repair”, Advanced Healthcare Materials, 2017.03.
- “Hybrid-Actuating Macrophage-Based Microrobots for Active Cancer Therapy”, Nature, Scientific Reports, 2016.06., Vol.6 1-6 (IF 5.078)
- “Active Locomotive Intestinal Capsule Endoscope (ALICE) System: A Prospective Feasibility Study” IEEE-ASME TRANSACTIONS ON MECHATRONICS,2015.02.
- “New paradigm for tumor theranostic methodology using bacteria-based microrobot ”Nature, Scientific Reports, 2013.12.
- “Controlling uniformity of photopolymerized microscopic hydrogels” LAB ON A CHIP, 2014.02.
- “Precise manipulation of a microrobot in the pulsatile flow of human blood vessels using magnetic navigation system”, JOURNAL OF APPLIED PHYSICS 109, 2011.04., PP07B613-1~3